# Monti sacri della Cina

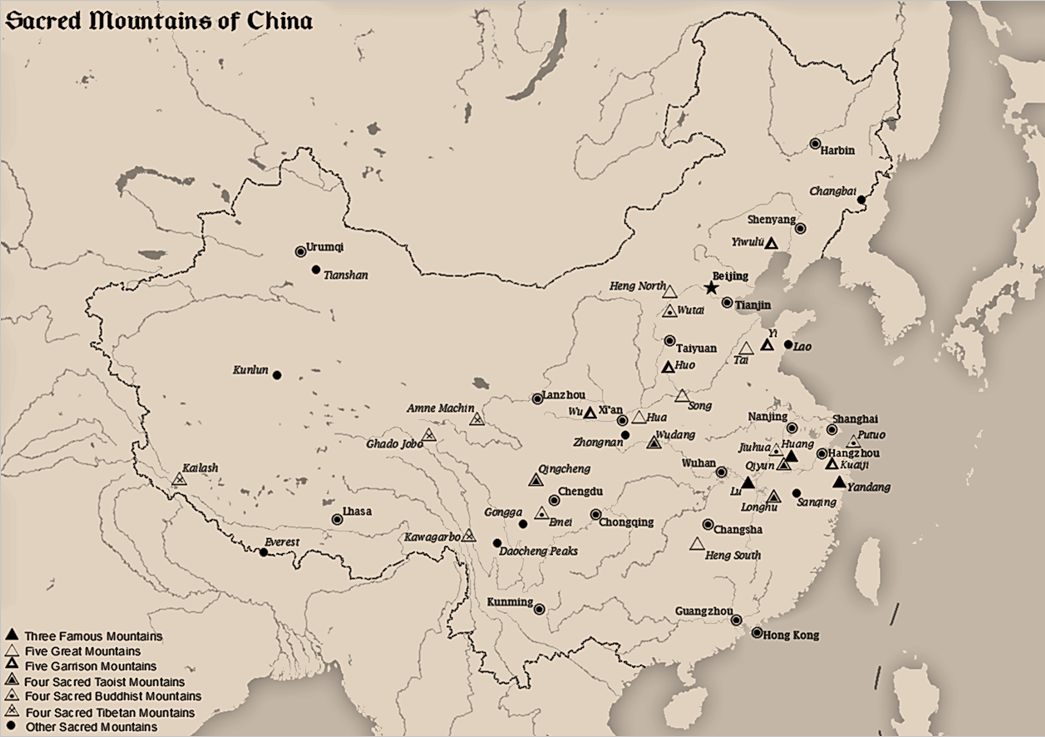
Mappa delle montagne sacre della Cina ripartite secondo gruppi e con indicazione delle principali città cinesi come punti di riferimento.

I monti sacri della Cina sono numerosi e ripartiti in diversi gruppi. Hanno importanza religiosa per la religione cinese tout court, per il taoismo, il confucianesimo e il buddhismo (cinese e tibetano). I gruppi principali sono: le Cinque Montagne (五嶽T, 五岳S, Wǔ yuèP), storicamente le più famose e associate ai miti più antichi della religione cinese; i quattro monti sacri del buddhismo (四大佛教名山S) e i quattro monti sacri del taoismo (四大道教名山S).
Tutti i monti sacri sono meta di pellegrinaggi, pratica cui i cinesi si riferiscono come 朝聖T, 朝圣S, cháo shèngP, 朝拜聖山T, 朝拜圣山S, cháo bài shèng shānP, vale a dire "rendere omaggio alla montagna".

## Cinque Grandi Montagne
- Monte Tai
- Monte Hua
- Monte Heng (Hunan)
- Monte Heng (Shanxi)
- Monte Song

## Quattro Monti sacri del Buddismo (Cinese: 四大名山; Pinyin: sì dà míng shān; lett. "4 montagne celebri")
- Monte Wutai (Pinyin: Wǔtái Shān; Cinese: 五台山; lett. "Monte dei Cinque Altopiani o delle Cinque Terrazze", Provincia dello Shanxi) dedicato a Manjusri (noto anche come Buddha Wenshu, 文殊), che è definito il principio della saggezza di tutti i Buddha ed è considerato il Bodhisattva della Consapevolezza.
- Monte Emei (Pinyin: Éméi Shān; Cinese: 峨嵋山; lett. "Monte alto ed elevato", Provincia del Sichuan) dedicato al culto di Samantabhadra (Puxian)
- Monte Jiuhua (Pinyin: Jiǔhuá Shān; Cinese: 九华山; lett. "Monte delle nove Bellezze", Provincia di Anhui) i cui templi sono dedicati al sovrano dei morti Ksitigarbha (Xizang), protettore degli esseri dei regni infernali.
- Monte Putuo (Pinyin: Pǔtuó Shān; Cinese: 普陀山; lett. "Monte Potalaka o Potala", Provincia dello Zhejiang) consacrato alla dea della misericordia e della compassione Guanyin, oggetto di grande culto, in quanto le viene attribuita la facoltà di guarire coloro che soffrono nel corpo e nello spirito.

## Quattro Monti sacri del Taoismo
- Monti Wudang
- Monte Longhu
- Monte Qiyun
- Monte Qingcheng

## Altre Montagne sacre
- Monte Lao
- Monte Sanqing
- Monte Lu
- Montagna Baitou
- Monti Yandang
- Huangshan